# Fate/stay night: Heaven's Feel III. spring song
Fate/stay night: Heaven's Feel III. spring song es una película de fantasía de anime japonesa producida por ufotable y dirigida por Tomonori Sudō, basada en la novela visual Fate/stay night, específicamente en la ruta Heaven's Feel.
La historia continúa inmediatamente a partir de los eventos de Fate/stay night: Heaven's Feel II. lost butterfly, y es la última entrega de la trilogía Fate/stay night: Heaven's Feel. Se estrenó en Japón el 15 de agosto de 2020 y en Estados Unidos el 18 de noviembre de 2020.

## Argumento
Después de su regreso a casa, Sakura Matou se fusiona con la sombra después de matar a su hermano, Shinji, por su intento de violarla. Shirou Emiya encuentra el cadáver de Shinji y Zouken Matou se burla de él por su papel en la corrupción de Sakura, pero Rider la salva de los insectos familiares de Zouken. Zouken envía a la corrupta Sakura a secuestrar a Illyasviel von Einzbern, para ser un recipiente para el Santo Grial como lo fue su madre, y ella ataca a la casa Emiya con Saber Alter, derrotando a su hermana Rin Tohsaka . Illya se rinde para salvar a todos y, aunque está obligado a proteger a Shirou por el hechizo de comando final de Sakura, Rider se niega a luchar contra Sakura directamente, por lo que Shirou le pide ayuda a Kirei Kotomine de mala gana.
Al asaltar el castillo en ruinas de Einzbern, Kirei se enfrenta a Zouken y su Servant Assassin mientras Shirou rescata a Illya, pero Sakura envía a un Berserker ahora corrupto para perseguirlos. A pesar de saber que eventualmente lo matará, Shirou desesperado abre el brazo izquierdo trasplantado de Archer, replicando el arma y la fuerza de Berserker con la magia de Archer para derrotarlo. Antes de morir, un Berserker ahora cuerdo confía la seguridad de Illya a Shirou. Kirei ahuyenta a Assassin destruyendo el cuerpo de Zouken, recordando su deseo por el Grial, para saber por qué existe él, una persona "retorcida" que solo es feliz cuando otros sufren. Sakura se enfrenta a Kirei y destruye su corazón artificial de la última Guerra del Santo Grial, pero no logra acabar con él cuando se ve obligada a reabsorber al Berserker derrotado.
Dejando a Kirei por muerto, Shirou se entera de Illya y Rin que Sakura está a punto de dar a luz a través de la Sombra a una entidad malvada conocida como Angra Mainyu, que corrompió el Grial después de que la familia Einzbern lo convocó como un Servant clase Avenger en una guerra anterior. . Buscando una manera de someter a Sakura, Rin e Illya combinan sus poderes para mostrarle a Shirou los recuerdos registrados de las familias Tohsaka, Einzbern y Makiri, lo que a su vez conduce a cómo se concibió el Santo Grial para alcanzar la "Raíz" de todo conocimiento. Shirou usa los recuerdos para recrear el arma del mago más antiguo conocido, la espada Jeweled Zelretch, pero el poder del brazo de Archer continúa dañando su mente y cuerpo. Mientras tanto, Zouken planea hacer de Sakura su nueva nave, revelando que su cuerpo real es un gusano ubicado cerca del corazón de Sakura. Sin embargo, Sakura toma represalias absorbiendo a Assassin con la Sombra antes de arrancar a Zouken de su pecho y aplastarlo.
Después de una breve confrontación, Shirou convence a Rider de que salvará a Sakura pase lo que pase, consiguiendo su ayuda junto con Rin. El grupo llega a la Cueva Fuyuki, donde el Grial contaminado espera, pero Saber Alter se interpone en su camino y solo deja que Rin pase por orden de Sakura. Trabajando juntos, Shirou y Rider están demostrando ser más que un rival para Saber Alter, y la pareja logró eliminar al corrupto Servant después de una feroz pelea. Mientras tanto, Rin se involucra con Sakura usando la espada con joyas para igualar sus sombras, durante la cual Sakura acusa a Rin de abandonarla a la crianza infernal de Matou. Rin casi mata a Sakura al sacrificar la espada con joyas, pero al final no puede seguir adelante con ella; Rin admite una herida grave al abrazar a Sakura y que ama a su hermana y se arrepiente de no haber intentado salvarla. Superada por el remordimiento, Sakura le ruega a Shirou que la deje morir, pero él insiste en que ambos se expiarán viviendo. Shirou luego proyecta el Rule Breaker de Caster, una daga ceremonial capaz de anular toda la hechicería, para cortar el vínculo de Sakura con la sombra.
A pesar de que la sombra fue purgada de Sakura, Angra Mainyu todavía intenta emerger del Santo Grial. Rider lleva a Rin y Sakura a un lugar seguro mientras Shirou se queda para detener el renacimiento de la entidad, pero un Kirei moribundo interfiere ya que cree que el nacimiento de Angra Mainyu puede mostrar su propósito en la vida. Shirou derrota a Kirei después de una feroz pelea a puñetazos, esta última declarando a Shirou como el ganador de la Guerra del Santo Grial antes de morir. Sin embargo, Shirou duda en destruir el grial, sabiendo que lo matará. Illya aparece ante él, le pregunta si quiere vivir y le dice que protegerá a su hermano pequeño. A pesar de las súplicas llenas de lágrimas de Shirou, Illya se sacrifica para destruir el Grial y separar el alma de Shirou de su cuerpo moribundo, y se reúne con el espíritu de su madre, Irisviel, a medida que avanza.
Unos meses después del final de la Guerra del Santo Grial, Rin y Sakura restauran el alma de Shirou después de que Rider la recuperó, dándole un cuerpo artificial proporcionado por Tōko Aozaki . Reanudando su relación, Shirou y Sakura, junto con Rin, Taiga y un Rider ahora encarnado, van a ver las flores de cerezo como Shirou prometió.

## Producción
Heaven's Feel III. spring song es producida por ufotable, dirigida por Tomonori Sudō y escrita por Akira Hiyama y con música de Yuki Kajiura. La primera imagen de la película se lanzó en octubre de 2019. Los posteriores se distribuyeron públicamente el 28 de octubre de 2019 y el 17 de noviembre de 2019. Su fecha de lanzamiento del 28 de marzo de 2020 se confirmó en un tráiler con el tema principal, «Haru wa Yuku» (春はゆく?  "Spring Goes By") de Aimer.
Tomonori Sudō expresó alivio cuando se estrenó la película, favoreciendo muchas escenas, incluida la lucha de Rider contra Saber Alter, la relación entre Sakura y Rin, el nuevo diseño de Illya, entre otras. El elenco elogió la interpretación de Aimer por su canción durante el lanzamiento de la película.

## Lanzamiento
La película estaba originalmente programada para estrenarse en Japón el 28 de marzo de 2020, pero se pospuso al 25 de abril de 2020 y luego nuevamente al 15 de agosto de 2020, debido a las preocupaciones sobre la pandemia de COVID-19. Aniplex of America originalmente planeó presentar una proyección previa de la película en los Estados Unidos el 17 de abril de 2020 en el Orpheum Theatre de Los Ángeles, y comenzar proyecciones teatrales más amplias en los Estados Unidos a partir del 7 de mayo de 2020. Sin embargo, debido a las preocupaciones sobre la pandemia, el estreno en Estados Unidos se canceló y todas las proyecciones teatrales de América del Norte se pospusieron hasta el 18 de noviembre de 2020. La película fue lanzada en DVD y Blu-ray el 31 de marzo de 2021 en Japón.

## Recepción
El estreno de la película superó la taquilla japonesa, 270.000 entradas vendidas por un total de 474.890.600 yenes (4,48 millones de dólares) en su fin de semana de estreno. La película ganó mil millones de yenes en la taquilla japonesa en 11 días, alcanzando el hito más rápido que las dos primeras películas y vendió un total de 620,000 boletos en ese tiempo. La película ganó más de 1.900 millones de yenes ($18 millones) para el 15 de octubre de 2020 en Japón, hasta el 31 de diciembre, recaudó 1.95 mil millones de yenes ($18.8 millones) en Japón, lo que la convierte en la película más taquillera de la trilogía Heaven's Feel.
La película ganó en Corea del Sur $682,049, en Australia $124,140, en Nueva Zelanda $17,588, en Hong Kong $259,051, en México $75,000.
En los Estados Unidos, la película se estrenó en el décimo lugar en la taquilla, con ganancias estimadas de $ 200,000 de un estreno limitado en 304 cines.